# Bisbat de Soissons

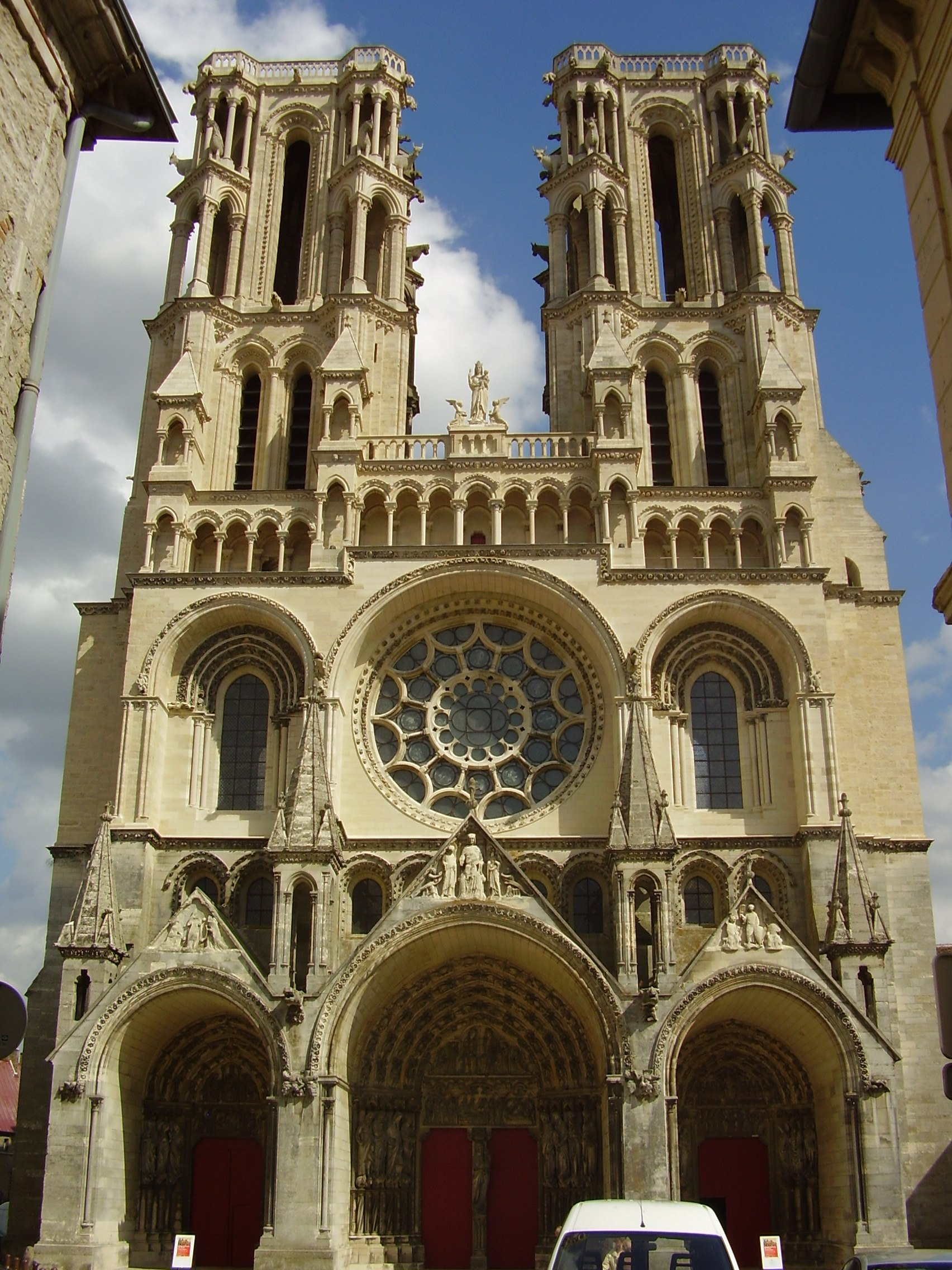
L'ex catedral de Notre-Dame de Laon.

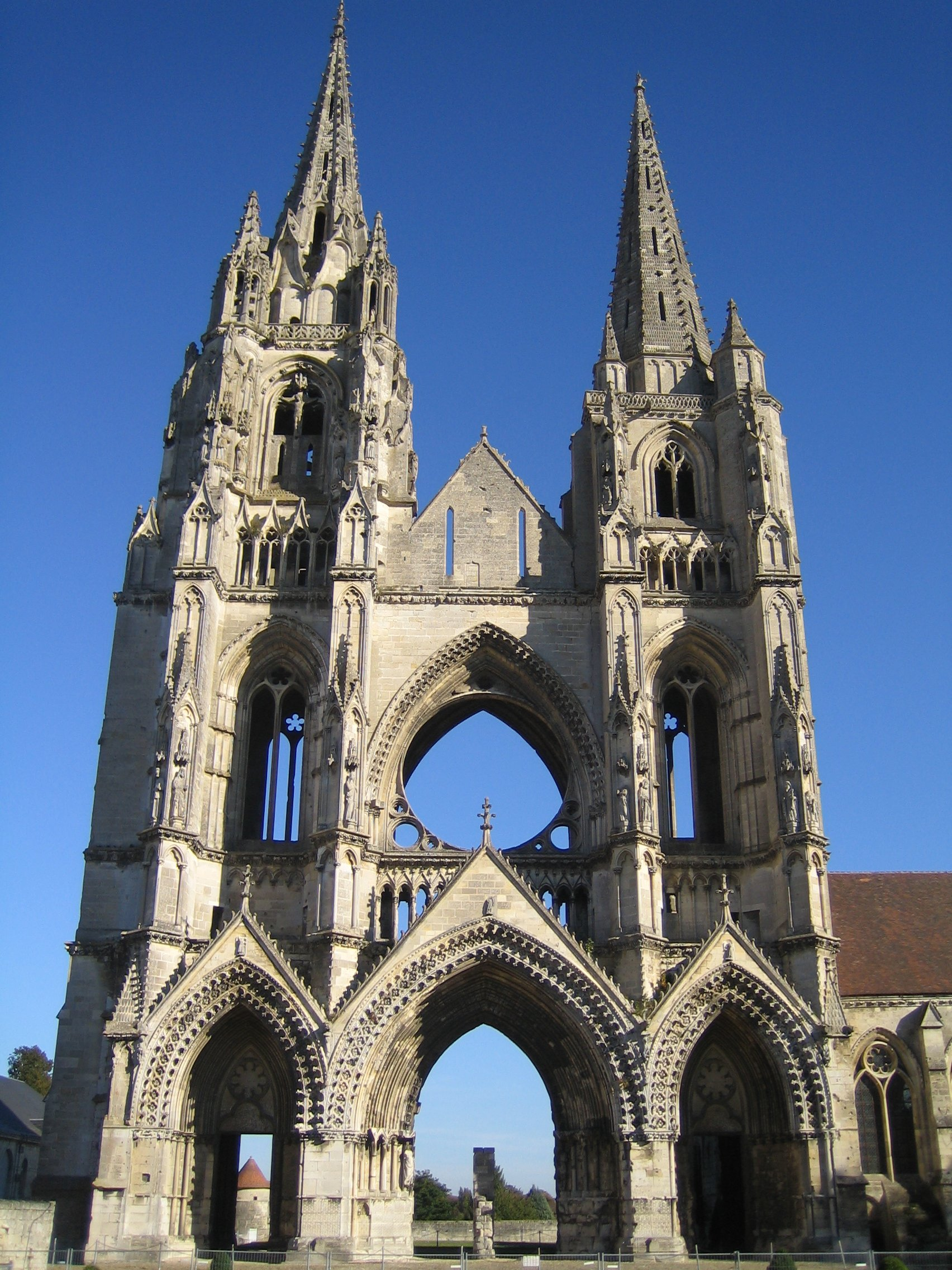
Restes de la façana de l'església abacial de Saint-Jean-des-Vignes, fundada el, confiscada, venuda i parcialment demolida durant la revolució francesa.

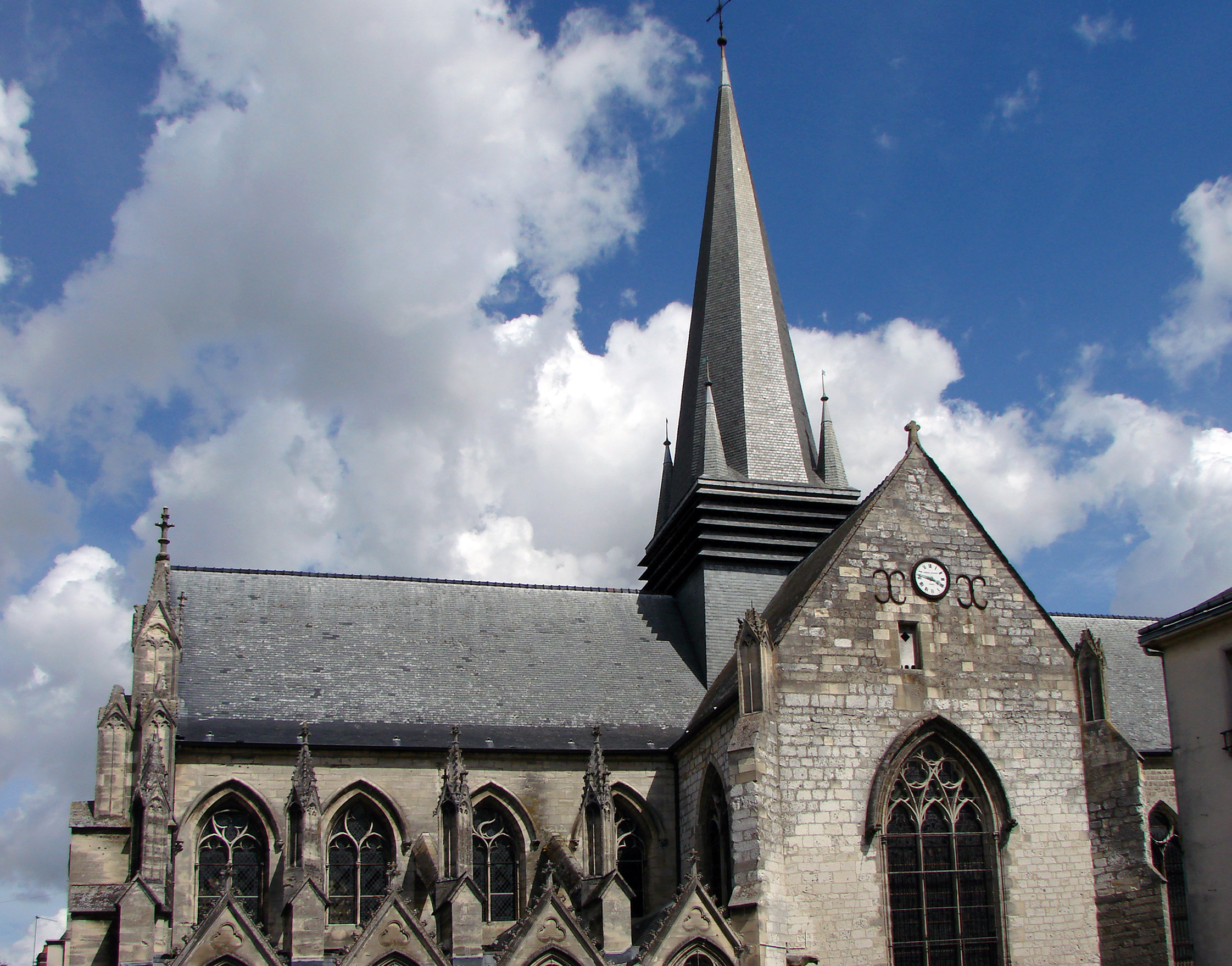
La basílica Notre-Dame de Liesse, santuari marià de la diòcesi de Soissons.

Mapa de les diòcesis de l'Aisne abans del 1790.

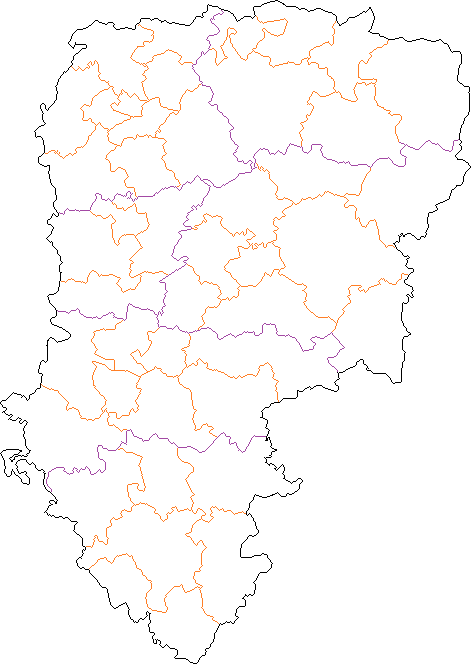
Mapa de le zones pastorals i de les parròquies de la diòcesi.

El bisbat de Soissons (francès: Diocèse de Soissons, llatí: Dioecesis Suessionensis) és una seu de l'Església Catòlica a França, sufragània de l'arquebisbat de Reims. Al 2014 tenia 404.400 batejats sobre una població de 559.000 habitants. Actualment està regida pel bisbe Renauld de Dinechin.

## Territori
La diòcesi comprèn el departament francès de l'Aisne.
La seu episcopal és la ciutat de Soissons, on es troba la catedral de Sants Gervasi i Protasi. A Laon es troba l'ex catedral de Nostra Senyora.
El territori s'estén sobre 7.378 km², i està dividit en 43 parròquies, agrupades en 6 zones pastorals, que corresponen als districtes del departament: Thiérache, Saint-Quentin, Laon, Chauny, Soissons e Château-Thierry.

## Història
La diòcesi està testificada finals del segle iii amb el bisbe Diviziano, que segons la tradició era el nebot dels sants Sixte i Sinici, fundadors de l'església de Reims i els primers evangelitzadors del territori dels suessions. Una tradició reconegut per Bollandisti atribueix a Sixte i Sinici el descobriment de les restes dels primers màrtirs de Soissons, Crepí e Crepinià.
El primer bisbe històricament documentat és Mercuri, el nom del qual apareix a una de les actes del pseudo-concili de Colònia del 346, durant el qual un grup de bisbes va fer seva la decisió del concili de Sàrdica a favor d'Atanasi. Més populars són els sants bisbes Principi, germà de sant Remigi de Reims i Lupo, el seu fill, que va participar en el concili d'Orléans del 511.
Augusta Suessionum, l'antiga Noviodunum, era la capital i el centre administratiu de la civitas Suessionum, a la província romana de la Gàl·lia belga segona, com ho demostra la Notitia Galliarum de principis del segle v. Tant des del punt de vista religiós com civil, Soissons depenia de la província eclesiàstica de l'arxidiòcesi de Reims, seu metropolitana provincial.
Durant l'alta edat mitjana Soissons va ser el lloc de diversos concilis importants de l'Església de França, presidit pels reis carolingis: el 744 presidit per Pipí el Breu, el 853 per Carles el Calb i el 858 per Lluís el Germànic. Es van celebrar altres concilis a l'edat mitjana, els anys 1121 (o 1122), 1155 i 1201.
El 1176, durant l'episcopat de Nivelon de Quierzy, va començar la construcció de la catedral de Soissons, que es va completar després de tres segles; la seva consagració es va celebrar el 5 d'abril de 1479.
Durant l'antic règim els bisbes de Soissons van tenir el privilegi d'ungir el rei de França durant la cerimònia de coronació, en substitució de l'arquebisbe de Reims si aquesta seu estava buida. Aquest privilegi va néixer del fet que Soissons ocupés el segon lloc a la província eclesiàstica de Reims.
El seminari diocesà va ser establert pel bisbe Charles de Bourlon el 1668; encomanat inicialment al clergat secular, a partir de 1675 va ser confiat als oratorians. Confiscat el 1792, el seminari "San Carlo", on va servir com a hospital militar, va recuperar el seu ús anterior el 1814.
L'antiga diòcesi estava circumscrita entre les diòcesis de Noyon, Laon, Reims, Châlons, Troyes, Meaux, Senlis i Beauvais.
Al començament de la revolució hi havia més de 400 parròquies, 8 col·legiates, 25 abadies i un gran nombre de comunitats religioses. El territori es va dividir en 4 ardiaconats (Soissons, La Rivière, Brie i Tardenois) i 18 vicariats.
Seguint el concordat, i mitjançant la butlla Qui Christi Domini del Papa Pius VII del 29 de novembre de 1801, la diòcesi es va incloure dins dels límits del departament d'Aisne. Amb aquesta finalitat va incorporar la major part del territori de la diòcesi suprimida de Laon, parts menors de les diòcesis de Noyon (Vermandois) i de Cambrai, i algunes parròquies de les diòcesis de Meaux, Reims i Troyes; i al mateix temps va cedir parts de l'antic territori a les diòcesis de Beauvais, Meaux, Reims i Châlons. Amb la mateixa butlla, Soissons es va convertir en sufragània de l'arxidiòcesi de París.
El 1817, un projecte de restauració de la diòcesi de Laon, amb territori separat del de Soissons, no arribà a port, i Soissons mantenia intacte el seu territori actual.
El 6 d'octubre de 1822, arran de la butlla Paternae charitatis del papa Pius VII, va tornar a ser sufragània de l'arxidiòcesi de Reims.
El 13 de juny de 1828, el papa Lleó XII, amb la butlla Inter caeteras, concedí als bisbes de Soissons el dret d'afegir al seu títol el de bisbes de Laon.
L'11 de juny de 1901, el papa Lleó XIII va atorgar als bisbes el títol de bisbe de Saint-Quentin, ciutat identificada amb la seu primitiva dels bisbes de les civitas Veromandensis, a l'origen de la diòcesi de Noyon.

## Cronologia episcopal
- Sant Diviziano † (finals del segle iii)
- Rufino †
- Filiano †
- Mercurio † (citat el 346)
- Sant Onesimo I †
- Vincenzo †
- Luberano †
- Onesimo II †
- Sant Edibio † (en temps d'Àtila)[2]
- Sant Principio † (citat el 475 aproximadament)
- Sant Lupo † (citat el 511)
- Sant Banderico † (primera meitat del segle vi)
- Droctigisilo † (citat el 589)
- Anectario †
- Teobaldo I †
- Tondolfo †
- Landolfo †[3]
- Sant Anserico † (abans de 614 - després de 637/638)
- Bettoleno †[4]
- Sant Drausio † (abans de 660 - després de 667)
- Garimberto †
- Sant Adalberto † (citat el 683)
- Sant Gaudino †[5]
- Macario †
- Galcoino †
- Gobaldo †
- Uberto †
- Maldaberto †
- Deodato I †[6]
- Ildegodo o Ildingango † (citat el 762 aproximadament)
- Rotado I † (abans de 814 - després de 829)
- Rotado II † (vers 832 - 862 deposat)
- Engelmodo † (862 - 865)
- Rotado II † (865 - després de 30 d'abril de 869) (per segona vegada)
- Ildebaldo † (abans de 25 de juny de 870 - després de 883)
- Riculfo † (abans de 889 - després de 900)
- Rodoino † (? - 14 de gener de 906 o 907 mort)
- Abbone † (abans de 909 - 21 de juny de 937 mort)
- Guido d'Anjou † (937 - vers de juliol de 972 mort)
- Guido d'Amiens † (abans de desembre de 972 - finals de 995 mort)
- Foulques † (vers 996 - 6 d'agost de 1019 mort)
- Déodat II † (1019 - 31 de desembre de 1020 mort)
- Bérold † (1021 - 27 d'octubre de 1052 mort)
- Heddo † (1053 - 21 de juny de 1063 mort)
- Adélard † (1064 - 1072 mort)
- Thibaut de Pierrefonds † (1072 - gener de 1080 mort)
- Ursion † (1080 - 1081 deposat)
- Sant Arnau de Soissons † (1081 - 15 d'agost de 1082 mort)
- Ingelram † (citat el 1084)
- Hilgot † (1084 - 1087 renuncià)
- Henri † (1088 - vers 1090 renuncià)
- Hugues de Pierrefonds † (març de 1093 - 30 de gener de 1103 mort)
- Manasses de Soissons † (1103 - 1 de març de 1108 mort)
- Liziard de Crépy † (1108 - 18 d'octubre de 1126 mort)
- Josselin de Vierzy † (1126 - 24 d'octubre de 1152 mort)
- Anscoul de Pierrefonds † (desembre de 1152 - 19 de setembre de 1158 mort)
- Hugues de Chamfleury † (1159 - 4 de setembre de 1175 mort)
- Nivelon de Quierzy † (1176 - 14 de setembre de 1207 mort)[7]
- Aymard de Provins † (juliol de 1208 - 20 de maig de 1219 mort)
- Jacques de Bazoches † (juliol de 1219 - 8 de juliol de 1242 mort)
- Raoul de Coudun † (abans de 1244 - 6 de desembre de 1245 mort)
- Guy de Châteauporcien † (desembre de 1245 - 1250 renuncià)
- Nivelon de Bazoches † (8 de gener de 1252 - 10 de febrer de 1262 mort)
- Milon de Bazoches † (1262 - 24 de setembre de 1290 mort)
- Gérard de Montcornet † (23 de març de 1292 - 1296 mort)
- Guy de La Charité † (30 de juliol de 1296 - 8 de juliol de 1313 mort)
- Gérard de Courtonne † (27 d'agost de 1313 - 27 d'octubre de 1431 mort)
- Pierre de Chappes † (13 de novembre de 1331 - setembre de 1349 mort)
- Guillaume Bertrand de Colombier † (31 d'octubre de 1349 - 15 de maig de 1362 mort)
- Simon de Bucy † (10 de juny de 1362 - 14 d'octubre de 1404 mort)
- Victor de Camerin, O.E.S.A. † (20 d'octubre de 1405 - 13 de gener de 1414 mort)
- Nicolas Graibert † (11 de febrer de 1414 - novembre de 1422 mort)
- Renaud de Fontaines † (8 de gener de 1423 - 5 de setembre de 1442 mort)
- Jean Milet † (15 de febrer de 1443 - 1 d'abril de 1503 mort)
- Claude de Louvain † (24 d'abril de 1503 - 18 d'agost de 1514 nomenat bisbe de Sisteron)
- Foucault de Bonneval † (18 d'agost de 1514 - 1 de juliol de 1528 nomenat bisbe de Bazas)
- Symphorien de Bullioud † (1 de juliol de 1528 - 5 de gener de 1534 mort)
- Mathieu de Longuejoue † (6 de febrer de 1534 - 6 de setembre de 1557 mort)
- Charles de Roucy † (15 de desembre de 1557 - 6 d'octubre de 1585 mort)
- Jérôme Hennequin † (17 d'agost de 1587 - 10 de març de 1619 mort)
- Charles de Hacqueville † (12 d'agost de 1619 - 27 de febrer de 1623 mort)
- Simon Legras † (16 de setembre de 1624 - 28 d'octubre de 1656 mort)
- Charles de Bourlon † (28 d'octubre de 1656 succeduto - 26 d'octubre de 1685 mort)
  - Sede vacante (1685-1691)
  - Pierre-Daniel Huet † (13 de novembre de 1685 - 1691 renuncià)[8] (bisbe electe)
- Fabius Brulart de Sillery † (21 de gener de 1692 - 20 de novembre de 1714 mort)
- Jean-Joseph Languet de Gergy † (29 de maig de 1715 - 9 d'abril de 1731 nomenat arquebisbe de Sens)
- Charles-François Le Févre de Laubriéres † (17 de desembre de 1731 - 25 de desembre de 1738 mort)
- François de Fitz-James † (4 de maig de 1739 - 19 de juliol de 1764 mort)
- Henri-Joseph-Claude de Bourdeilles † (17 de desembre de 1764 - 1801 renuncià)
- Jean-Claude Leblanc de Beaulieu † (9 d'abril de 1802 - 1820 renuncià)[9]
- Guillaume-Aubin de Villèle † (28 d'agost de 1820 - 21 de març de 1825 nomenat arquebisbe de Bourges)
- Jules-François de Simony † (21 de març de 1825 - 31 de maig de 1847 jubilat)
- Paul-Armand-Ignace-Anaclet Cardon de Garsignies † (17 de gener de 1848 - 6 de desembre de 1860 mort)
- Jean-Joseph Christophe † (18 de març de 1861 - 10 d'agost de 1863 mort)
- Jean-Pierre-Jacques Dours † (21 de desembre de 1863 - 17 de maig de 1876 renuncià)
- Odon Thibaudier † (26 de juny de 1876 - 14 de febrer de 1889 nomenat arquebisbe de Cambrai)
- Jean-Baptiste-Théodore Duval † (30 de desembre de 1889 - 23 d'agost de 1897 mort)
- Augustin-Victor Deramecourt † (24 de març de 1898 - 16 de setembre de 1906 mort)
- Pierre-Louis Péchenard † (13 de gener de 1907 - 27 de maig de 1920 mort)
- Charles-Henri-Joseph Binet † (16 de juny de 1920 - 31 d'octubre de 1927 nomenat arquebisbe de Besançon)
- Ernest-Victor Mennechet † (2 de març de 1928 - 2 de juny de 1946 mort)
- Pierre-Auguste-Marie-Joseph Douillard † (17 de febrer de 1947 - 22 de maig de 1963 jubilat)
- Alphonse-Gérard Bannwarth † (22 de maig de 1963 - 13 de febrer de 1984 jubilat)
- Daniel Camille Victor Marie Labille (16 de febrer de 1984 - 25 de març de 1998 nomenat bisbe de Créteil)
- Marcel Paul Herriot † (29 d'abril de 1999 - 22 de febrer de 2008 renuncià)
- Hervé Giraud (22 de febrer de 2008 - 5 de març de 2015 nomenat arquebisbe de Sens i prelat de la Missió de França o de Pontigny)
- Renauld de Dinechin, des del 30 d'octubre de 2015

## Estadístiques
A finals del 2014, la diòcesi tenia 404.400 batejats sobre una població de 559.000 persones, equivalent al 72,3% del total.
| any  | població | població | població | sacerdots | sacerdots       | sacerdots       | sacerdots             | diaques | religiosos | religiosos | parròquies |
| ---- | -------- | -------- | -------- | --------- | --------------- | --------------- | --------------------- | ------- | ---------- | ---------- | ---------- |
| any  | batejats | total    | %        | total     | clergat secular | clergat regular | batejats por sacerdot | diaques | homes      | dones      |            |
| 1948 | 423.000  | 453.000  | 93,4     | 507       | 481             | 26              | 834                   |         | 44         | 515        | 578        |
| 1970 | ?        | 526.346  | ?        | 399       | 375             | 24              | ?                     |         | 39         | 422        | 578        |
| 1980 | 453.000  | 537.000  | 84,4     | 308       | 297             | 11              | 1.470                 |         | 30         | 364        | 578        |
| 1990 | 479.000  | 563.000  | 85,1     | 214       | 205             | 9               | 2.238                 |         | 14         | 291        | 577        |
| 1999 | 450.000  | 537.259  | 83,8     | 152       | 143             | 9               | 2.960                 | 7       | 9          | 222        | 43         |
| 2000 | 430.000  | 535.842  | 80,2     | 147       | 138             | 9               | 2.925                 | 7       | 10         | 207        | 43         |
| 2001 | 425.000  | 535.489  | 79,4     | 135       | 126             | 9               | 3.148                 | 10      | 9          | 175        | 43         |
| 2002 | 410.000  | 535.489  | 76,6     | 127       | 119             | 8               | 3.228                 | 10      | 10         | 173        | 43         |
| 2003 | 405.000  | 535.489  | 75,6     | 123       | 114             | 9               | 3.292                 | 10      | 11         | 161        | 43         |
| 2004 | 390.000  | 535.489  | 72,8     | 116       | 109             | 7               | 3.362                 | 10      | 8          | 166        | 43         |
| 2010 | 397.187  | 548.017  | 72,5     | 100       | 89              | 11              | 3.971                 | 18      | 13         | 106        | 43         |
| 2014 | 404.400  | 559.000  | 72,3     | 87        | 75              | 12              | 4.648                 | 24      | 15         | 72         | 43         |